# Bataille de Benghazi (2014)
Pour les articles homonymes, voir bataille de Benghazi.
Deuxième guerre civile libyenne
Batailles
- Benghazi (2014)
- Aéroport de Tripoli (en)
- Benghazi (2014–17)
- Oubari
- Kikla
- Derna (2015–16)
- Zliten
- Croissant pétrolier (janv. 2016)
- Syrte (2016)
- Croissant pétrolier (sept. 2016)
- Croissant pétrolier (2017)
- Birak (2017)
- Derna (2018–19)
- Croissant pétrolier (2018)
- Tripoli (2018)
- Fezzan
- Tripoli (2019–20)
- Syrte (2020)
- Tripolitaine orientale (2020)

La bataille de Benghazi du  16 mai 2014 se déroule lors de la seconde guerre civile libyenne. Elle oppose les partisans du général Khalifa Haftar à des brigades islamistes.

## Déroulement
Le 16 mai 2014, des affrontements éclatent à Benghazi, entre d'anciens rebelles de la guerre civile de 2011. Les affrontements opposent d'un côté les partisans du général à la retraite Khalifa Belqasim Haftar, regroupés sous le nom d'« Armée nationale libyenne », et de l'autre la Brigade des martyrs du 17 février et les salafistes d'Ansar al-Charia,.
Le général Haftar déclare que son objectif est de rétablir la légitimité de l'État libyen. Cependant, cette offensive n'est par approuvée par le gouvernement libyen, qui donne l'ordre à l'armée régulière de contrôler tous les groupes armés opérant dans Benghazi. Le chef d'état-major de l'armée libyenne, Abdessalem Jadallah, appelle « l'armée et les révolutionnaires à s'opposer à tout groupe armé qui tente de contrôler Benghazi par la force des armes ».
Le 16 mai, des miliciens du général Haftar, soutenus par des hélicoptères, attaquent des positions d'Ansar al-Charia. Des unités de l'aviation libyenne rallient également les forces du général Haftar; des avions bombardent alors des positions d'Ansar al-Charia et de la Brigade des martyrs du 17 février. Ces derniers ripostent par des tirs de canons anti-aériens.
Les affrontements ont lieu à Benghazi, mais aussi dans la région de Sidi Fradj, au sud de la ville.
La situation se calme le 17 mai dans l'après-midi, mais le général Haftar déclare que « l'opération va continuer jusqu’à purger Benghazi des terroristes ». Un de ses porte-paroles, le colonel Mohamed Hijazi, publie un communiqué dans lequel il demande aux habitants des quartiers de Guewercha à l'ouest et de Sidi Fradj au sud d'évacuer les lieux. Ces déclarations font craindre l'imminence d'une offensive dans ces quartiers, où les groupes islamistes sont bien implantés. 
Mais le gouvernement libyen qualifie le général Haftar de « hors-la-loi » et l'accuse de vouloir effectuer un coup d’État. Le président du Congrès général national, Nouri Abou Sahmein, prévient que « tous ceux qui ont participé à cette tentative de coup d’État vont être poursuivis par la justice ». Le général Haftar dément ces accusations et déclare à la presse : « Notre opération n’est pas un coup d'État et notre objectif n’est pas de prendre le pouvoir. [...] Cette opération vise un objectif précis qui est d’éradiquer le terrorisme ».
Le 29 juillet, des groupes armés islamistes dont Ansar al-Sharia s'emparent d'une base militaire à Benghazi qui servait comme quartier général de la brigade de forces spéciales Al-Saiqa loyale au général Haftar.

## Les pertes
Le 16 mai, les violences ont fait 43 morts et plus de 100 blessés selon le ministère de la Santé. Le soir du 17 mai, le ministère de la Santé annonce que le bilan est de 79 morts et 141 blessés.
Le 16 mai, le général Haftar affirme de son côté que 6 de ses hommes et 60 islamistes ont été tués.

## Suites
Les combats ont continué aux mois de juin, juillet et août 2014 et se sont par ailleurs étendus à Tripoli près de l'aéroport. Le 26 juillet, les États-Unis font évacuer leur ambassade à Tripoli vers la Tunisie. 